# Dulce amor (série télévisée, 2015)
 (janvier 2025).
Pour les articles homonymes, voir Dulce amor.
Dulce amor est une telenovela colombienne diffusée en 2015 sur Caracol Televisión,,.

## Distribution
- Marianela González : Natalia Toledo Negrete
- Andrés Sandoval : Martín Guerrero Fontaner
- Camila Zarate : Veronica Toledo Negrete
- Juan Manuel Mendoza : Julián Lopez
- Abril Schreiber : Juliana Toledo Negrete
- José Julián Gaviria : Lucas Gutierrez
- Kristina Lilley : Elena Negrete Velarde de Toledo
- Jimmy Vásquez : Rodrigo
- Valentina Lizcano : Amanda
- Ella Becerra : Gabriela
- Juan Esteban Aponte : "Betico"
- Yaneth Waldman : Teresa
- Miguel González : Ciro
- Freddy Ordóñez : "Terco"
- Marta Liliana Ruiz : Isabel
- Mauro Donetti : Jose "Don Pepe"
- Natalia Reyes : Flor
- Anderso Balsero : Alcides "Máquina"
- Astris Junquito : Rosa
- Lina Castrillon : Noelia
- Paola Tovar : Lorena
- Jean Philippe Conan : Freddy
- Juan Pablo Barragan : Gonzalo
- Sandra Roman
- Julio Pachón
- Paola Díaz
- María Alejandra Restrepo
- Emerson Rodríguez
- Alberto Barrero : Agustin

## Diffusion
- Caracol Televisión (2015)
- TCS Canal 4
- VTV
- Tele Antillas
- Unitel
- Banda TV
- Star Novelas
- TVN
- Pasiones
- RTL II

## Autres versions
- Dulce amor (2012)
- El amor lo manejo yo (2014)
- Hasta el fin del mundo (2014-2015)